# 波蒂奇拉普雷里
波蒂奇拉普雷里（英語：Portage la Prairie，/ˈpɔːrtɪdʒ lə ˈprɛəri/）是加拿大马尼托巴省南部城市。总面积24.67平方公里，总人口12,996（2011年），为马尼托巴省第4大城市。